# 제44회 베를린 국제 영화제
제44회 베를린 국제 영화제는 1994년 2월 10일에 열린 시상식이다.

## 수상 및 후보

### 황금곰상
- 아버지의 이름으로 - 짐 쉐리단 수상

### 은곰상:심사위원상
- 발타자르 - 크리스토프 프레이폰트 수상

### 은곰상:감독상
- 세가지 색 제2편 - 화이트/평등 - 크지슈토프 키에슬로프스키 수상

### 은곰상:여자연기자상
- 레이디버드 레이디버드 - 크리시 록 수상

### 은곰상:남자연기자상
- 필라델피아 - 톰 행크스 수상

### 은곰상:예술공헌상
- 이얼 오브 어 독 - 세미온 아라노비치 수상

### 황금곰상:단편영화상
- 애쉬스 - 페렝 카코 수상

### 황금곰상:명예황금곰상
- Sophia Loren 수상

### 은곰상:알프레드 바우어상
- 화엄경 - 장선우 수상

### 은곰상:공헌상
- 스모킹/노스모킹 - 알랭 레네 수상

### 블루 엔젤상
- 기우디세 라가지노 - 알렉산드로 디 로빌란트 수상